# Îles Santa Cruz
Les îles Santa Cruz sont un groupe d'îles appartenant à l'État des Salomon, dans la mer de Corail. Elles sont situées à environ 400 kilomètres au sud-est de l'archipel des Salomon et à environ 750 km au sud-est de la capitale Honiara. Elles constituent du point de vue géographique un petit archipel indépendant.

## Géographie
Combinées à d'autres îles situées plus au nord et à l'est (îles Reef, Duff, Tinakula, Anuta, Fatutaka et Tikopia), les îles Santa Cruz composent la province administrative de Temotu, la plus orientale de l'archipel des Salomon.
Les îles principales composant le groupe des Santa Cruz sont: 
- Nendo (505,5 km2, point culminant : 549 mètres, population 10 000 habitants),
- Vanikoro, dont les deux îles principales sont Banie et Teanu (173,2 km2, point culminant : 923 mètres, population 800 habitants)
- Utupua (69 km2, point culminant : 380 mètres, population 300 habitants).

Lata, située sur l'île de Nendö, est le centre administratif de la province.

## Histoire
Les îles Santa Cruz ont été initialement peuplées par des communautés mélanésiennes. Plus récemment, des exclaves polynésiennes se sont formées dans les îles voisines de Tikopia, Anuta, et les îles Duff; ces communautés ont parfois essaimé vers l'archipel Santa Cruz lui-même – telle la communauté tikopienne établie sur Vanikoro.
Les îles Santa Cruz furent découvertes en 1595 par l'explorateur espagnol Álvaro de Mendaña qui y perdit son navire amiral, le Santa Ysabel, puis y mourut un mois plus tard victime de fièvres tropicales. Philip Carteret y passe en 1767 et nomme les îles qui entourent Nendö « Isles de la Reine Charlotte ». Le navigateur Jean-François de La Pérouse trouva la mort avec les membres de son expédition dans l'île de Vanikoro en 1788. 